# Roger Vercel
Roger Vercel, pseudonimul lui Roger Delphin Auguste Crétin, (n. 8 ianuarie 1894, Le Mans, Franța – d. 26 februarie 1957, Dinan, Bretagne, Franța) a fost un scriitor francez.

## Biografie
Roger Vercel a urmat studii de literatură franceză la Facultatea de Litere din Caen. La începutul Primului Război Mondial, în 1914, el a fost mobilizat din cauza vederii slabe ca brancardier pe câmpurile de luptă din nordul și estul Franței. Armata ducea lipsă de ofițeri, așa că a fost trimis la Școala Militară de la Saint-Cyr, devenind ofițer. El a luat parte la luptele de pe Yser, din Champagne și de pe Somme, apoi a fost trimis ca sublocotenent pe Frontul de Est și a fost demobilizat abia la un an după Armistițiul de la Compiègne.
S-a stabilit apoi la Dinan, unde a fost numit în 1921 profesor de literatură la Colegiul din Bretagne. În 1927 și-a susținut teza de doctorat în litere cu titlul Les Images dans l'œuvre de Corneille. Teza complementară este un lexicon de metafore din operele lui Pierre Corneille și Racine. Academia Franceză i-a acordat pentru această lucrare premiul Saintour pentru istorie literară.
Amintirile sale din război i-au inspirat unele din primele sale cărți (Notre père Trajan, Căpitanul Conan, Léna), dar în centrul operei sale literare se află lumea maritimă. Într-adevăr, Roger Vercel a fost fascinat de mare și de viața marinarilor și, deși nu a navigat niciodată pe mare, cele mai multe dintre romanele sale au loc într-un cadru maritim. Au Large de l'Eden i-a adus premiul Comitetului Fémina France-Amérique în 1932. El a obținut premiul Goncourt în 1934 pentru Căpitanul Conan, un roman parțial autobiografic.
În Roger Vercel, l'écrivain qui aimait la mer, Jean-Yves Ruaux a scris:
„Eroul lui Vercel - rareori o eroină - este un om rural, deloc intelectual, un om taciturn, care este forțat de împrejurări să aibă un comportament măreț. El se ofilește în vremurile de pace și de inacțiune precum Conan. Philippe Torreton a reprezentat viu lipsa de energie și dorința de întoarcere în țară în filmul pe care Bertrand Tavernier l-a realizat după roman. La fel ca în primele opere ale romancierului, Căpitanul Conan își trage seva din experiența sa de comisar-raportor în consiliul de război de pe Frontul de Est. Macedonia, România, Bulgaria, Ucraina ... Tânărul face un an de serviciu suplimentar. Pentru el, războiul din 1914-1918 se încheie în 1919.”
Un articol violent antisemit publicat de Vercel pe 16 octombrie 1940 și descoperit în arhivele revistei L'Ouest-Éclair (viitoarea Ouest-France) în 2011 aruncă o umbră întunecată asupra acestei perioade din viața scriitorului. După război, el a fost eliberat din funcție prin ordin al ministrului educației naționale din data de 19 septembrie 1945, la recomandarea Comisiei academice de anchetă a Academiei din Rennes din 1 mai 1945, pentru colaborare cu propaganda inamică. Dar această luare de poziție a fost uitată, iar Roger Vercel a rămas cunoscut ca autorul romanului Căpitanul Conan. Decorat cu Legiunea de onoare în 1938 și nefiindu-i retras ordinul după Eliberarea Franței, el a fost promovat la gradul de ofițer al ordinului printr-un decret din 30 august 1949.
Roger Vercel a murit în 1957 la Dinan, unde a fost înmormântat. El este tatăl scriitoarei Simone Roger-Vercel (1923-2015) și al pictorului și fotografului Jean Vercel (1929-2011).
Numele scriitorului, originar din Le Mans, a fost dat colegiului de pe rue Prémartine.

## Opera
Romane

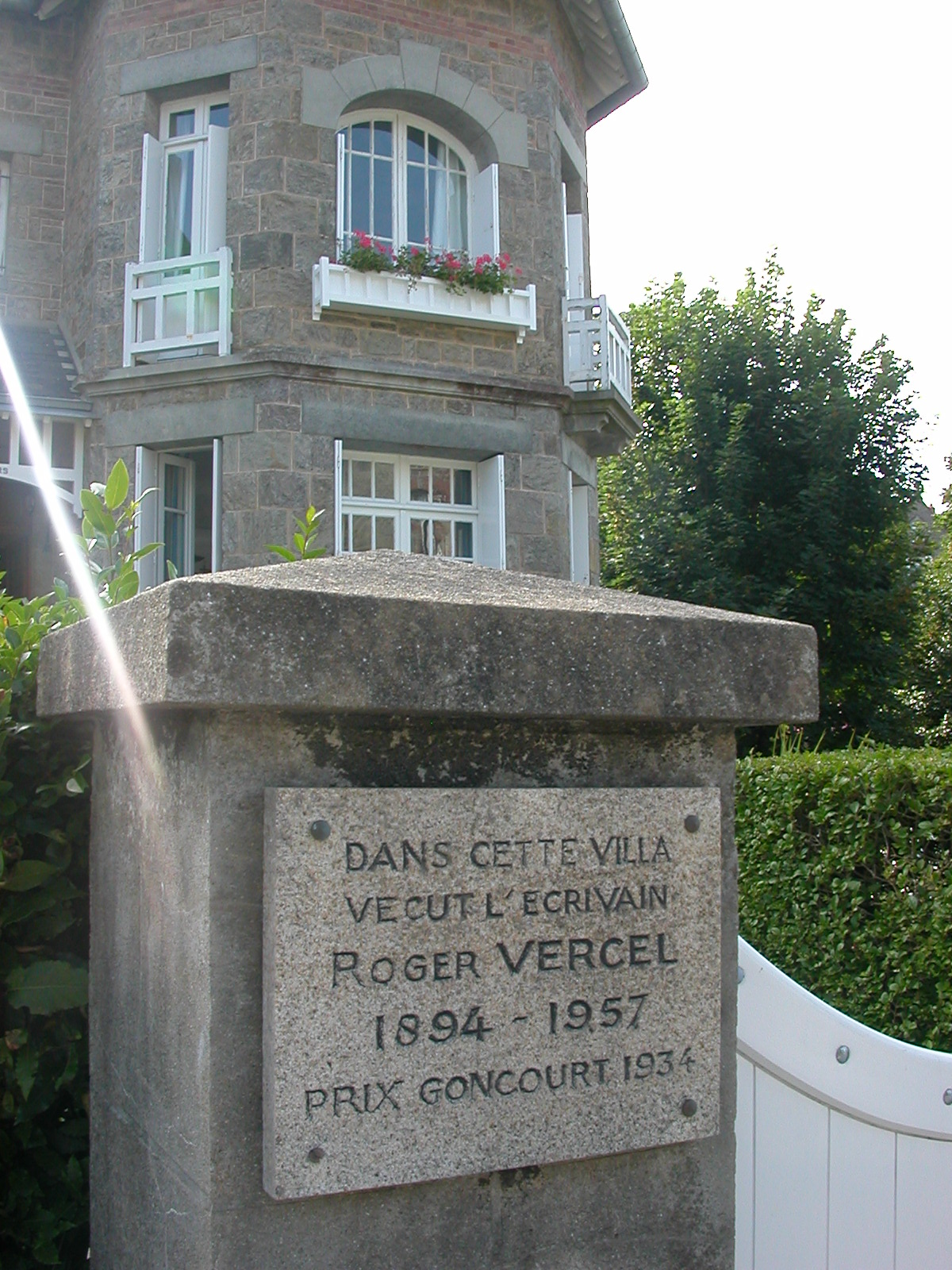
Vila lui Roger Vercel de la Dinard.

- Notre père Trajan, Albin Michel, 1930.
- En dérive, Albin Michel, 1931 ; reeditare, Éditions Pascal Galodé, 2009.
- Au large de l'Eden, Albin Michel, 1932.
- Le Maître du rêve, Albin Michel, 1933.
- Capitaine Conan (Căpitanul Conan), 1934 (reed., 1996).
- Remorques, Albin Michel, 1935. Bibliophiles de France Arhivat în 19 iulie 2020, la Wayback Machine., 1957, ediție ilustrată de René Genis cu litografii în culori.
- Léna, Albin Michel, 1936 - reed. Les Éditions du Sonneur, 2012.
- Sous le pied de l'archange, Albin Michel, 1937.
- Jean Villemeur, Albin Michel, 1939.
- La Hourie, Albin Michel, 1942.
- Aurore boréale, Albin Michel, 1947.
- La Caravane de Pâques, Albin Michel, 1948. (ilustrații de Frédéric Back) ; reeditare, Éditions Pascal Galodé, 2010.
- La Fosse aux vents :
  -  I. Ceux de la Galatée, Albin Michel, 1949.
  -  II. La Peau du diable, Albin Michel, 1950.
  -  III. Atalante, Albin Michel, 1951.
- Visage perdu, Albin Michel, 1953.
- Le Bateau qui pleure, Tallandier, 1953.
- L'Île des revenants, Albin Michel, 1954.
- Été indien, Albin Michel, 1956.

Nuvele
- Rencontrées sur l'épave, NRF Gallimard, 1936.
- Le Vœu de Quintin în Cinq histoires de France, Roger Dacosta pour le laboratoire de l'Hépatrol, 1937.
- La Clandestine, Albin Michel, 1941.
- Mer Blanche în Lectures de Paris nr. 3, S.E.PE., 1945.
- Rafales, Albin Michel, 1946 (volumul conține și nuvelele «Rebelles», «Le Passager», «Enfances», «A la cime», «Langoz», «Nadia Zagoska»).
- La Mauvaise Passe în Trio, nr. 1, éd. Colbert, 1946.
- Au bout du môle, Albin Michel, 1960.
- La Tête d'Henri IV, N.R.F. Gallimard, 1960 (reeditare de Rencontrées sur l'épave sub un titlu nou).
- Vent de Terre, Albin Michel, 1961.
- Goar et l'Ombre, volum ce conține « La « Gorgone » et l'« Évohé » », « La Main », « Le Vœu de Quintin », « Cambriolages », « L'Île », « La Noce », « Floating vampire », « Le Naufrage de la « Sylvie » », Albin Michel, 1962.

Povestiri
- Petits miroirs de la mer, cu Abel Bonnard, Claude Farrère, Maurice Guierre, Jean Painlevé și André Savignon, Biomarine ; Perceval, 1934.
- Croisière Blanche, Albin Michel, 1938.
- À l'assaut des Pôles, Albin Michel, 1938.
- Ange-Marie, négrier sensible, Albin Michel, 1938.
- Visages de corsaires, Albin Michel, 1943.
- La Rance, éd. Arc-en-ciel, 1945.
- Fleuve rouge, în Les Œuvres libres, nr. 8, Arthème Fayard, 1946.
- Le Fleuve : Les Grandes Heures de la vie de Francis Garnier, éd. de la Nouvelle France, 1946 (conține „Fleuve rouge”).
- Du Saint-Malo d'aujourd'hui à la Rance d'hier, în Les Œuvres libres, nr. 14, Arthème Fayard, 1946.
- « Il y a dix ans disparaissait Charcot », în Historia, nr. 1, 6 p., Tallandier 1946.
- Trois pots de fleurs dans la pièce d'eau, éd. Arc-en-ciel , 1947.
- Saint-Malo et l'âme malouine, Albin Michel, 1948.
- Un troisième centenaire : Jean Bart, corsaire, în Historia, nr. 47, 8 p., Tallandier 1950.
- Francis Garnier à l'assaut des fleuves, Albin Michel, 1952.
- En Bretagne, la Côte d'Emeraude (du Mont-Saint-Michel à Paimpol), Arthaud, 1952.
- Le Grand Pavois (împreună cu Jean Raynaud), France Empire, 1952.
- Boulogne, grand port de pêche, Comité d'entraide des familles des marins péris en mer lors du naufrage du chalutier Colbert, Imprimerie Beuchet et Vanden Brugge, Nantes, februarie 1956. Ilustrații de Mathurin Méheut
- « À l'assaut du pôle sud », în Historia, nr. 111, 9 p., Tallandier 1956.
- « Un homme : Charcot », dans Historia, nr. 118, 3 p., Tallandier 1956.
- Les Îles anglo-normandes, Albin Michel, 1956.
- Pêcheurs des quatre mers, L'Imprimerie moderne de Nantes, 1957. Ilustrații de Mathurin Méheut; Albert Brenet, Marin Marie
- Il y a cinquante ans : Peary vainqueur du pôle Nord ?, în Historia, nr. 149, 6 p., Tallandier 1959
- Bretagne aux cent visages, Albin Michel, 1959.
- Le roman d'Agrippine, Albin Michel, 1965.
- Le centenaire de Nansen, în Historia, nr. 179, 8 p., Tallandier 1961.

Biografii
- Du Guesclin, Albin Michel, 1932; Éditions Arc-en-ciel, 1944 (ilustrații de Frédéric Back); Éditions de la Nouvelle France, 1944 (ilustrație de Jacques Lechantre).
- Le Bienheureux Charles de Blois, Albin Michel, 1942.
- Nos vaillants capitaines, Impr. de Curial-Archereau, 1945.

Studii
- Les Images dans l'œuvre de Corneille, teză de doctorat în litere, A. Olivier, 1927.
- Lexique comparé des métaphores dans le théâtre de Corneille et de Racine, teză complementară pentru doctoratul în litere, A. Olivier, 1927.
- Un programme d'éducation générale in Disciplines d'action, Vichy, Paris, Commissariat général à l'éducation générale et aux sports, 1942.

## Adaptări cinematografice
Mai multe opere literare ale sale au fost ecranizate în filme:
- Remorques, 1941 (reg. Jean Grémillon, cu Jean Gabin, Michèle Morgan, Madeleine Renaud, Fernand Ledoux)
- Du Guesclin, 1949 (reg. Bernard de Latour, cu Fernand Gravey, Gisèle Casadesus, Louis de Funès, Gérard Oury)
- Les Eaux troubles, 1949 (reg. Henri Calef, cu Jean Vilar, Ginette Leclerc, André Valmy, Mouloudji), inspirat din nuvela Lames sourdes.
- Le Grand Pavois, 1954 (reg. Jacques Pinoteau, cu Nicole Courcel, Marie Mansard, Jean-Pierre Mocky)
- Capitaine Conan, 1996 (reg. Bertrand Tavernier, cu Philippe Torreton, Samuel Le Bihan, Bernard Le Coq)

## Elevi
- Pierre Rochereau (1910-1992)